# Nationaal park Tsingy de Namoroka
Het Nationaal park Tsingy de Namoroka is een beschermd natuurgebied van 22.227 hectare in de regio Boeny in Madagaskar. Het natuurreservaat werd opgericht in 1927 en werd in 1966 een speciaal reservaat. Het vormt een natuurgebied samen met het nabijgelegen nationaal park Baie de Baly.

## Ligging en klimaat
Het natuurgebied ligt in het noordwesten van Madagaskar, circa 50 kilometer van Soalala. Er heerst een droog seizoen gedurende zeven maanden en een regenseizoen van vijf maanden. De gemiddelde temperatuur bedraagt 27,8 °C en er is circa 116 cm neerslag per jaar. Het park heeft typische Tsingy-muren, grotten, ravijnen en natuurlijke meren. Er ontspringen vier rivieren in het park, de Ambatofolaka, Mandevy, Andriabe en Ambararata, waarvan de laatste zorgt voor drinkwater in de naburig gelegen dorpen.

## Geologie
Wanneer het Pangea zo'n 200 miljoen jaar geleden uit elkaar valt in Laurazië en Gondwana breekt ook dit laatste deel uit elkaar. Afrika en Zuid-Amerika komen los van India, Antarctica, Australië en Madagaskar. De scheiding loopt tussen Afrika en Madagaskar. Deze ondiepe warme zee vult zich tijdens het Jura met zeer zuivere kalk, resten van de toenmalige fauna en flora. 

Wanneer India en Madagaskar ook uit elkaar drijven, rijst Madagaskar omhoog waardoor de dikke kalkpakketten boven water komen te liggen. Bovendien daalt de zeespiegel door het mildere klimaat sinds het Eoceen. 

Dit is het startschot van de erosie van dit pakket. De Moessonregens zorgen voor een erosie van de oppervlakte, langs de breuken in het kalksteen dringt het water naar binnen terwijl het gesteente oplost. Het fluctuerend grondwater erodeert het gesteente van binnenuit. Na verloop van tijd komen beide erosievormen samen waardoor het plafond van sommige grotten instort. Dit zorgt voor het spectaculaire landschap dat we vandaag kunnen zien.

## Fauna
In het park bevinden zich 81 soorten vogels waarvan 31 endemisch op Madagaskar en 23 endemisch op Madadagaskar en zijn omliggende eilanden. Er leven 30 soorten reptielen, 5 soorten kikkers, 16 soorten zoogdieren, waaronder 8 lemuren.

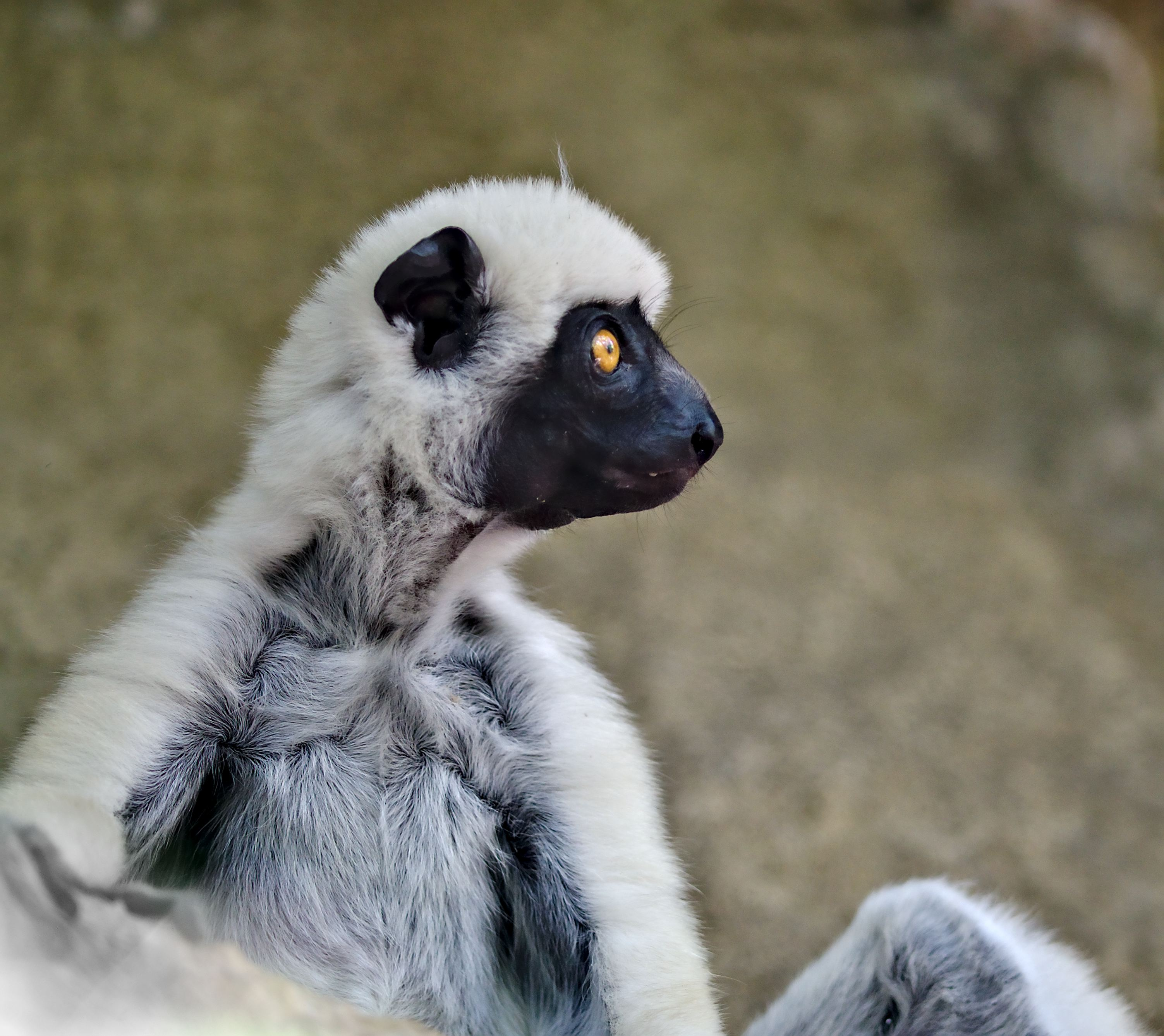
Von der Deckens sifaka
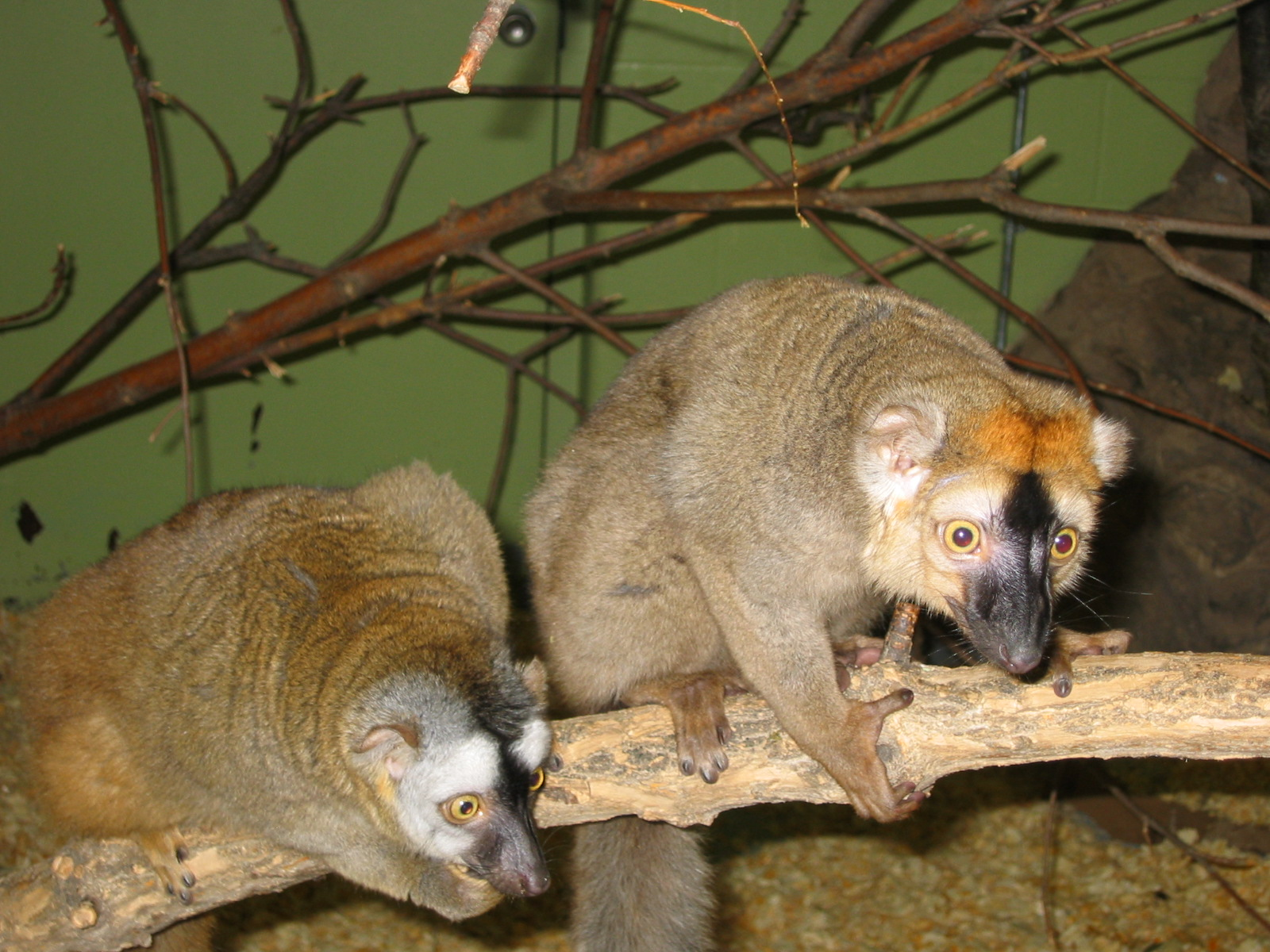
Roodkopmaki
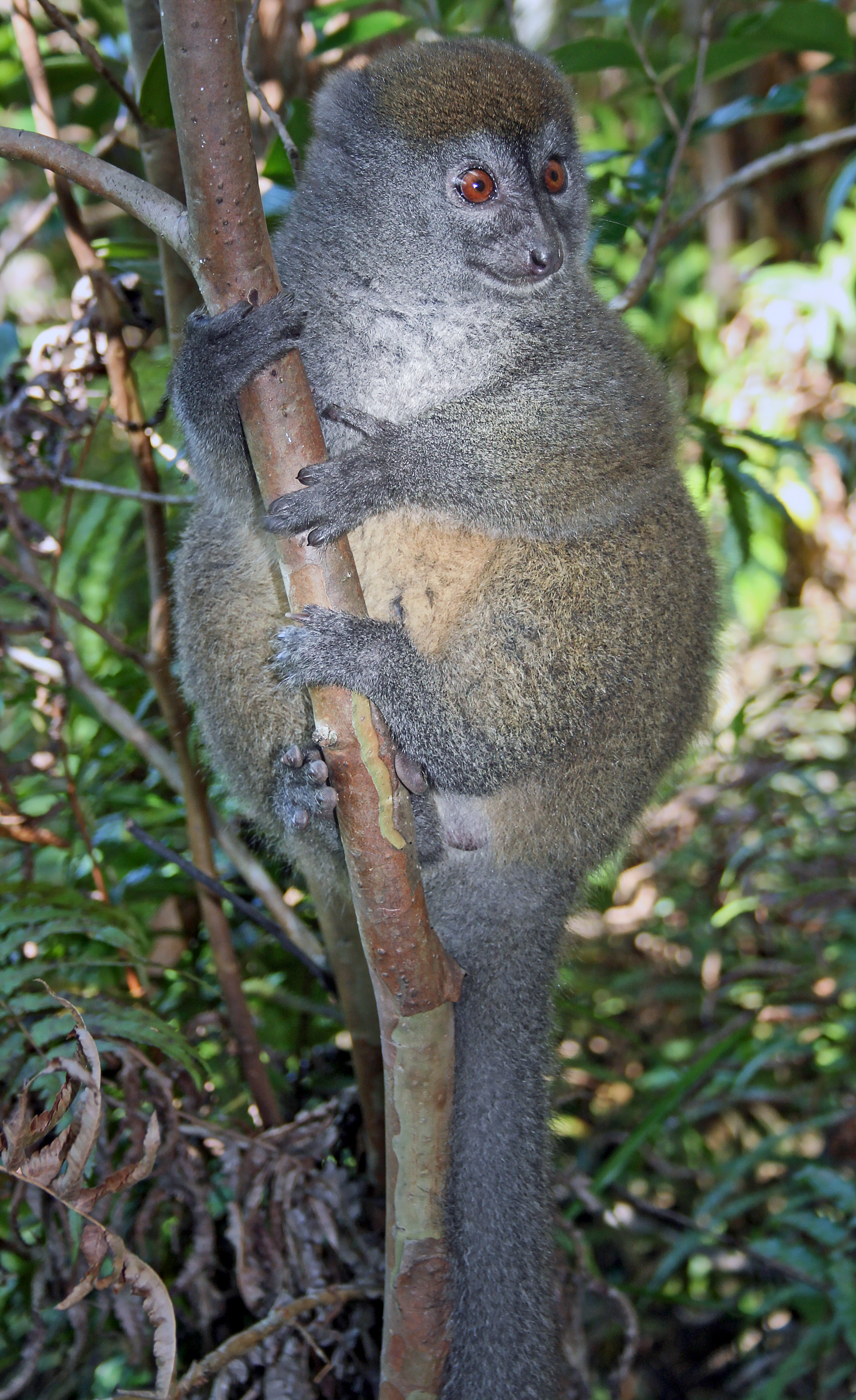
Grijze halfmaki

## Flora
Het klimaattype in combinatie met de bodemformaties brengt twee soorten ecosystemen voort, een gedeeltelijk bladverliezend droog bos van Antsingy en de grasrijke savannes met Heteropogon contortus. Er werden 218 plantensoorten geïdentificeerd waarvan 106 soorten endemisch zijn voor Madagaskar.
Anja Community Reserve ·
Berenty-reservaat ·
Renialareservaat ·
Kirindy Forest ·
Zoölogisch park van Ivoloina
1. ↑  National Geographic 2009